# Guillaume Tell (Grétry)
Pour les articles homonymes, voir Guillaume Tell (homonymie).
Représentations notables
- 1828 - Paris
- 2013 - Liège

Personnages
- Guillaume Tell, (ténor)
- Guesler (baryton)
- Madame Tell, (soprano)
- Melktal, le fils (ténor)
- Marie, la fille (soprano)

Guillaume Tell est un opéra-comique de 1791, décrit comme drame mis en musique, en trois actes, composé par André Grétry, sur un livret de Michel-Jean Sedaine, tiré d'une pièce du même nom d'Antoine-Marin Lemierre.

## Historique des productions
L'opéra a d'abord été produit par la Comédie-Italienne dans la première Salle Favart à Paris, le 9 avril 1791 et repris le 24 mai 1828, à la Salle Feydeau, dans une version très remaniée par Henri-Montan Berton avec de la musique empruntée à d'autres œuvres de Grétry, notamment Amphitryon, Céphale et Procris, Aucassin et Nicolette, Callias et Élisca, et avec un nouveau livret de Jean-Baptiste Pellissier. Le Guillaume Tell de Grétry a disparu du répertoire en 1829, avec l'opéra de Rossini, sur le même sujet qui a acquis la préférence.
Une production de l'Opéra royal de Wallonie au Théâtre Royal de Liège est donnée en juillet 2013, avec en vedette Marc Laho dans le rôle-titre et sous la direction de Claudio Scimone.

## Rôles
| Distribution                                             | Type voix | Première du 9 avril 1791 (Chef d'orchestre: – ) |
| -------------------------------------------------------- | --------- | ----------------------------------------------- |
| Guesler                                                  | baryton   | Simon Chenard                                   |
| Guillaume Tell                                           | ténor     | Philippe Cauvy, « Philippe »                    |
| Madame Tell                                              | soprano   | Desforges                                       |
| Marie, fille de Guillaume Tell                           | soprano   | Rose Renaud                                     |
| Melktal, le fils                                         | ténor     | Elvion                                          |
| Melktal, le père                                         | baryton   | Pierre-Marie Narbonne                           |
| Un officier                                              |           | Solier                                          |
| Un vieil homme                                           |           | Favard                                          |
| Surlemann                                                |           | Granger                                         |
| Un voyageur                                              |           | Menier                                          |
| Femme du voyageur                                        |           | Lescaut                                         |
| Petite fille du voyageur                                 |           | Chénard                                         |
| Chœur : soldats, garçons et filles du village, le peuple |           |                                                 |

## Synopsis
L'opéra est situé au XIIIe siècle en Suisse. Comme plus tard l'œuvre de Rossini du même nom, il met en scène la lutte héroïque des patriotes Suisses aspirants à la liberté, dirigés par Tell, contre le mal et l'oppression des Autrichiens sous Guesler, le gouverneur local.

## Discographie
- Guillaume Tell - Marc Laho (Guillaume Tell) ; Anne-Catherine Gillet (Madame Tell) ; Lionel Lhote (Gessler) ; Liesbeth Devos (Marie) ; Natacha Kowalski (Le jeune Tell) ; Patrick Delcour (Melktal père) ; Stefan Cifolelli (de) (Melktal fils) ; Roger Joakim (Voyageur), Chœurs et orchestre de l'Opéra royal de Wallonie, dir. Claudio Scimone (juin 2013, Musique en Wallonie et DVD Dynamic) (OCLC 873979483 et 884938169)

## Sources
- Gherardo Casaglia, « Guillaume Tell, 9 April 1791 » sur Almanacco Amadeus (2005)
- (en) David Charlton, « Guillaume Tell », dans The New Grove Dictionary of Opera, éd. Stanley Sadie. Londres, Macmillan, 1992.  (ISBN 0333734327)
- (de) K. J. Kutsch et Leo Riemens, Großes Sängerlexikon (4e édition). Munich, K. G. Saur, 2003  (ISBN 9783598115981).
- Nicole Wild et David Charlton, Théâtre de l'Opéra-Comique Paris: répertoire 1762-1972. Sprimont, Éditions Mardaga, 2005  (ISBN 9782870098981).